# Isoniazida
La isoniazida, també coneguda com a hidrazida de l'àcid isonicotínic (INH), és un antibiòtic utilitzat per al tractament de la tuberculosi. Per a la tuberculosi activa s'utilitza sovint juntament amb rifampicina, pirazinamida i estreptomicina o etambutol. Per a la tuberculosi latent, s'utilitza sovint sola, per si mateixa. També es pot utilitzar per a tipus atípics de micobacteris, com ara M. avium, M. kansasii, i M. xenopi. Se sol prendre per via oral, però es pot utilitzar per injecció en el múscul.
Els efectes secundaris habituals inclouen un augment dels nivells sanguinis d'enzims hepàtics i entumiment a les mans i als peus. Els efectes secundaris greus poden incloure inflamació hepàtica i insuficiència hepàtica aguda. No és clar si l'ús durant l'embaràs és segur per al nadó. L'ús durant la lactància materna és probable que sigui segur. Es pot administrar piridoxina per reduir el risc d'efectes secundaris. La isoniazida actua en part interrompent la formació de la paret cel·lular del bacteri, que provoca la mort cel·lular.
La isoniazida es va fabricar per primera vegada el 1952. Es troba a la llista de medicaments essencials de l'Organització Mundial de la Salut. L'Organització Mundial de la Salut classifica la isoniazida com a fonamental per a la medicina humana. La isoniazida està disponible en alguns països com a medicament genèric, a Espanya, en la forma oral, està comercialitzat associat a la piridoxina amb el nom comercial de Cemidon.